# Guld-Ivar Flinthjärta
Guld-Ivar Flinthjärta (Flintheart Glomgold) är en tecknad figur i de tecknade serierna om Kalle Anka. Han är Joakim von Ankas ständige fiende och de två har tävlat många gånger om titeln "världens rikaste anka". Han bor i Limpopo-dalen i Sydafrika och har inga kända släktingar.

## Bakgrund
Flinthjärta skapades av Carl Barks 1956 i serien "Farbror Joakim möter Guld-Ivar Flinthjärta" ("The Second-richest Duck"). I denna serie bor han i Sydafrika och har så gott som exakt lika mycket pengar som von Anka. Serien går ut på att de försöker tävla om vem som är rikast, och det visar sig att det enda som skiljer dem åt är att von Anka äger ett snöre mer än Flinthjärta. Det är också i Sydafrika som von Anka träffar Flinthjärta för första gången i Don Rosas berättelse Afrikas Anka som är ett avsnitt i Farbror Joakims Liv. Enligt denna berättelse stal Flinthjärta från gruvorna i Sydafrika.
Flinthjärta är med i Duck Tales-serien som von Ankas rival, men där är han skotte – förmodligen på grund av att Disney ville undvika kopplingar till de politiska kontroverser kring Sydafrika som fanns på 1980-talet och början av 1990-talet. I senare serier av Don Rosa har Flinthjärta blivit en boer.
Likt von Anka är Flinthjärta en sparsam anka med fattig bakgrund, som njuter av äventyr och strapatser på ett sätt som inte anstår deras förnäme rival Pontus von Pluring. Den avgörande skillnaden mellan von Anka och Flinthjärta är att Flinthjärta är ond och hänsynslös och inte drar sig för att ta till fula trix eller att anlita Björnligan eller andra fula typer. Trots det blir han oftast besegrad av von Anka och dennes släktingar. 

## Röstskådespelare
Guld-Ivar Flinthjärtas engelskspråkiga röst framfördes av Hal Smith i Ducktales, Ed Asner och Brian George i DuckTales Remastered och av Keith Ferguson i 2017 års TV-serie och på svenska av Tor Isedal, Per Sandborgh, Steve Kratz, Peter Harryson och Gunnar Uddén.